# Chiwetalu Agu
Chiwetalu Agu (Estado de Enugu, 1956) es un actor, comediante y productor cinematográfico nigeriano.

## Carrera
Agu inició su carrera en el cine nigeriano a mediados de la década de 1980, registrando hasta la fecha más de 150 participaciones en largometrajes, cortometrajes y series de televisión, compartiendo elenco con intérpretes destacados del país africano como Pete Edochie, Sam Loco Efe y Adesua Etomi. Su habitual uso de clichés lingüísticos en sus películas lo ha convertido en un nombre muy conocido en el ambiente cinematográfico de Nigeria. En 2012 ganó el premio Nollywood Movie Awards en la categoría de "mejor actor de película en lengua no inglesa". Previamente había recibido una nominación en los Premios de la Academia del Cine Africano de 2008 en la categoría de "mejor actor de reparto" por su desempeño en el largometraje Across the Niger.

## Filmografía destacada

### Cine
| Año  | Título                     | Notas            |
| ---- | -------------------------- | ---------------- |
| 1986 | Taboo                      |                  |
| 1986 | Things Fall Apart          |                  |
| 1986 | Ripples                    |                  |
| 2008 | Return of Justice By Fire  |                  |
| 2008 | Traditional Marriage 1 & 2 |                  |
| 2008 | Fire on the Mountain 1 & 2 |                  |
| 2008 | Price of the Wicked        |                  |
| 2008 | Dr. Thomas                 | Con Sam Loco Efe |
| 2008 | The Priest Must Die        |                  |
| 2008 | The Price of Sacrifice     |                  |
| 2008 | The Catechist              |                  |
| 2008 | Police Recruit             |                  |
| 2008 | Sunrise 1 & 2              |                  |
| 2008 | Old School 1-3             |                  |
| 2008 | Evil Twin                  | Con Pete Edochie |
| 2008 | Honorable 1 & 2            |                  |
| 2008 | Sounds of Love 1 & 2       |                  |
| 2008 | Nkwocha                    |                  |
| 2008 | Across the Niger           |                  |
| 2008 | The Plain Truth 1 7 2      |                  |
| 2009 | Burning Kingdom 1 & 2      |                  |
| 2009 | The Maidens                |                  |
| 2017 | The Wedding Party 2        | Con Adesua Etomi |
| 2019 | Ordinary Fellows           |                  |